# Nomada standfussi
Nomada standfussi är en biart som beskrevs av Schwarz 2007. Nomada standfussi ingår i släktet gökbin, och familjen långtungebin. Inga underarter finns listade i Catalogue of Life.